# Черноспинный тамарин
Черноспинный тамарин или чёрно-красный тамарин (лат. Saguinus nigricollis), — вид игрунковых обезьян из рода тамаринов (Saguinus).

## Описание
Выделяется три подвида:
- Saguinus nigricollis nigricollis (Spix, 1823)
- Saguinus nigricollis graellsi (Jiménez de la Espada, 1870) — Тамарин Грэлла
- Saguinus nigricollis hernandezi (Hershkovitz, 1982)

Тамарин Грэлла, ареал которого распространяется до восточного Эквадора, ранее иногда рассматривался как самостоятельный вид, отличающийся красно-оранжевым крестцом и бёдрами. Некоторые авторы предполагают, что S. n. nigricollis и S. n. graellsi симпатричны в Колумбии (главный аргумент за рассмотрение их в качестве отдельных видов); однако такая точка зрения ставится под сомнение другими исследователями. Длина тела составляет от 15 до 28 см. Длина хвоста от 27 до 42 см.

## Образ жизни
Образует семейные группы, состоящие из самца, самки и одного-двух детёнышей. Каждая группа имеет свою территорию — самка помечает границы территории с помощью анальных желез и мочи.

## Рацион
Всеяден, как и все тамарины. В рационе насекомые и другие мелкие животные, а также листья и фрукты.

## Размножение
Беременность длится от 140 до 150 дней. После этого самка приносит двух, реже одного или трёх детёнышей.